# Set Mahet
Set Mahet són unes grans ruïnes al districte de Gonda a Uttar Pradesh a la riba sud del Rapti Occidental. Foren examinades per Alexander Cunningham i després excavades per W. Hoey (1884-1885). Estan formades per dos grups, el principal Mahet i el segon Set o Sahet i inclouen les restes d'una antiga ciutat, temples i altres edificis; es van trobar diverses escultures de terracota (exhibides al museu provincial a Lucknow). Una inscripció de 1119 (o de 1219) esmenta la supervivència del budisme a la zona. La ciutat fou identificada com Sravasti: segons la llegenda a la mort de Rama, la part nord de Kosala hauria estat governada pel seu fill Lava des de Sravasti. Buda hi va passar alguns períodes de retirament. Quan Fa Hian la va visitar al segle v només hi vivien 200 famílies, i quan Hiuen Tsiang hi va ser al segle vii estava deserta. Les posteriors descobertes a Kapilavastu van obrir el dubte sobre la identificació.